# Naturally 7
Naturally 7 е американска акапела група от Ню Йорк. Членовете на групата са познати със способността си да имитират всякакви видове музикални инструменти (бийтбоксинг). Групата е основана през 1999 г.

## Дискография

### Албуми
- 2006: Ready II Fly
- Christmas... It's A Love Story
- What Is This
- 2000: Non-Fiction

### Сингли
- Feel it (in the air tonight)
- Music Is the Key (дует със Sarah Connor)

### DVD
- Naturally 7 – Live In Berlin